# Marie Owens
Marie Owens, född 1853, död 1927, var en amerikansk polis.
Hon blev USA:s första kvinnliga polis då hon anställdes som polis vid Chicago Police Department 1891. 